# Rolandra fruticosa
Rolandra fruticosa là một loài thực vật có hoa trong họ Cúc. Loài này được (L.) Kuntze miêu tả khoa học đầu tiên năm 1891.